# Microminae
Microminae es una subfamilia de insectos neurópteros en la familia Hemerobiidae.
Incluye los géneros Micromus (con distribución global), Nusalala (con distribución neotropical), Noius (Nueva Caledonia), y Megalomina (Australia y Nueva Guinea).
Esta subfamilia se caracteriza por una sinapomorfía única, los terguitos abdominales del macho 9 y 10 están fusionados (49:1), y posee dos transformaciones homoplásicas (23:1 y 37:1).
Estudios recientes ubican a Drepanepteryginae como una subfamilia hermana de Microminae, y su más reciente ancestro común se estima vivió hace unos 131 a 141 millones de años. El mismo estudio determinó que el último ancestro común de todos los Microminae vivió hace unos 112 a 118 millones de años.

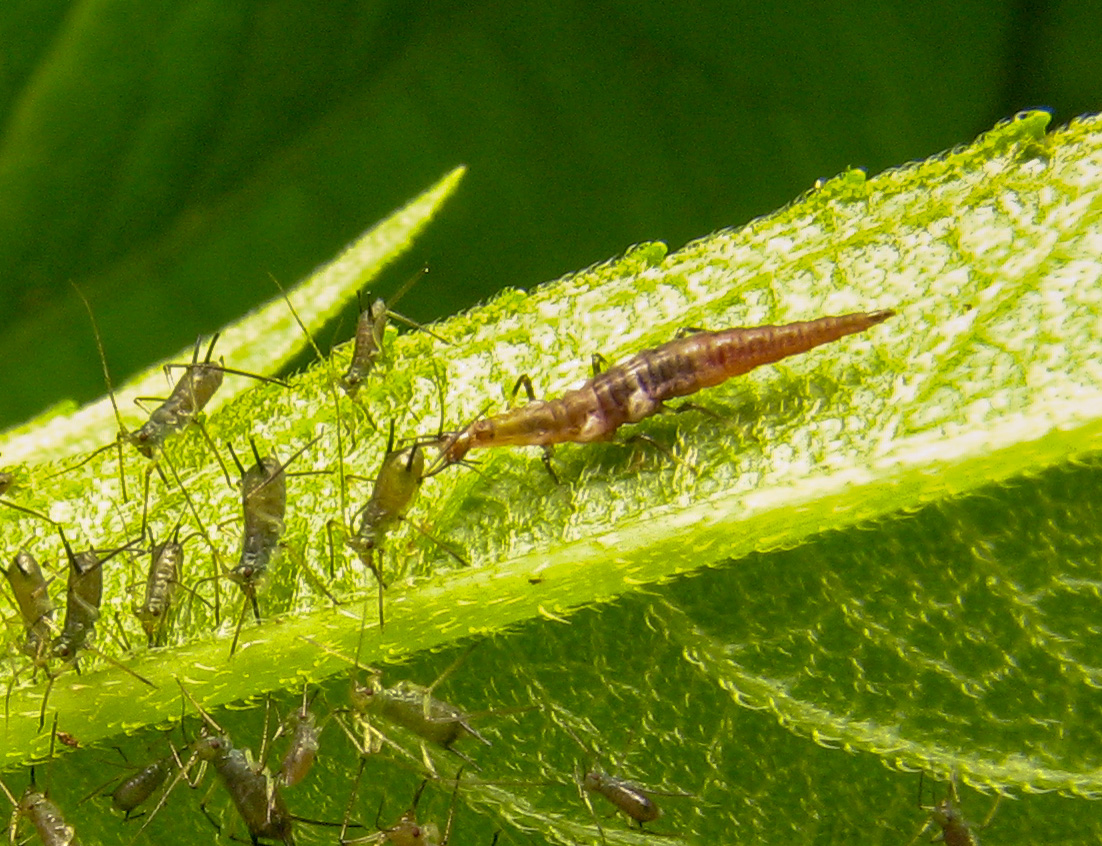
Larva campodeiforme de Micromus alimentándose de pulgones.